# تمثال نظامي الكنجوي
تمثال نظامي الكنجوي - (بالأذرية: Nizami Gəncəvinin heykəli) هو عمل فني نحتي قامت في مديمة باكو في 1949 لذكر الشاعر الأذربيجاني المعروف نظامي الكنجوي عاش في القرن الثاني عشر.

## الموقع والمساحة
يستقر تمثال نظامي الكنجوي في مدينة باكو في  ساحة نظامي عند تقاطع شوارع أذربيجان والإسلام سفرلي. إفتتح التمثال في أبريل، عام 1949.
مؤلفها لتمثال نظامي الكنجوي هو الفنان الشعب لأذربيجان فؤاد عبد الرحمنوف والمهندسين المعماريين ميكائيل حسينوف وصادق دادشوف.
هو النصب البرونزي، يبلغ ارتفاعه 9 مترا. يمسك هذه الشاعر في يدها اليسري الورق يرمز إلى أعماله و
وجهات نظره إلى الشرفات المنحوتة للمتحف الوطني للأدب الأذربيجاني. 

## اقرأ أيضا
- المتحف الوطني للأدب الأذربيجاني
- نظامي الكنجوي